# Drużynowe Mistrzostwa Europy Juniorów na Żużlu 2017
Drużynowe mistrzostwa Europy juniorów 2017 – dziesiąta edycja rozgrywek mających wyłonić najlepszą młodzieżową reprezentację żużlową w Europie. Obrońcami tytułu byli Polacy, którzy zwyciężali w pięciu poprzednich latach.
Zaplanowano dwa turnieje półfinałowe w Dyneburgu i Abensbergu, w których rywalizowało osiem zespołów. Zwycięzcy tych półfinałów oraz najlepsza drużyna z drugiego miejsca brali udział w finale rozegranym w Krośnie, gdzie czekali gospodarze – reprezentacja Polski.
W Dyneburgu zwyciężyli gospodarze – Łotysze. W drugim półfinale triumfowali Duńczycy, a drugie miejsce premiujące awans do finału przypadło reprezentacji Niemiec. Finał w Krośnie zakończył się zwycięstwem młodzieżowców z Polski, srebro zdobyli Duńczycy, a brąz reprezentanci Łotwy. Dla Polski był to ósmy tytuł mistrzowski w historii.

## Półfinały

### I półfinał — Dyneburg
Pierwszy półfinał został rozegrany 29 lipca w łotewskim Dyneburgu. W zawodach wzięły udział reprezentacje Łotwy, Rosji, Szwecji i Ukrainy. Opady deszczu opóźniły rozpoczęcie rywalizacji, a po przeprowadzeniu 10. wyścigów, deszcz był na tyle mocny, że zawody zakończono. Wyniki zostały zaliczone i zwycięzcami zostali gospodarze – Łotysze. Kolejne miejsca zajęli Szwedzi, Rosjanie i Ukraińcy.
| Msc | | Drużyna / Zawodnik              | Biegi     | Punkty |
| --- | --- | ------------------------------- | --------- | ------ |
| 1   | | Łotwa                           | Łotwa     | 23     |
| 1   | 9. Oļegs Mihailovs 10. Davis Kurmis 11. Jevgeņijs Kostigovs 12. Artiom Trofimow 19. Daniił Kołodinski | (3,3,2) (1,2,2) (3,3) (2,2) ns  | 8 5 6 4 0 |        |
| 2   | | Szwecja                         | Szwecja   | 15     |
| 2   | 5. Joel Andersson 6. Joel Kling 7. Kenny Wennerstam 8. Alexander Woentin 18. Filip Hjelmland          | (1,–) (1,w) (2,3,1) (1,0,3) (3) | 1 6 4 3   |        |
| 3   | | Rosja                           | Rosja     | 13     |
| 3   | 1. Iwan Bolszakow 2. Arsłan Fajzullin 3. Gleb Czugunow 4. Roman Łachbaum                              | (3,1) (2,u) (2,1,3) (t,w,1)     | 4 2 6 1   |        |
| 4   | | Ukraina                         | Ukraina   | 7      |
| 4   | 13. Andriej Rozaliuk 14. Wiktor Trofimow 15. Maksim Rososzczuk 16. Marko Łewiszyn 20. Witalij Kowal   | (0,-,0) (3,2,d) (0,0) (0,2) (w) | 0 5 0 2 0 |        |

Bieg po biegu:
1. W. Trofimow, A. Trofimow, Andersson, Łachbaum (t)
2. Kostigovs, Czugunow, Kling, Rozaliuk
3. Mihailovs, Fajzullin, Woentin, Rososzczuk
4. Bolszakow, Wennerstam, Kurmis, Łewiszyn
5. Mihailovs, Łewiszyn, Kling (w/u), Łachbaum (w/u)
6. Hjelmland, Kurmis, Czugunow, Rososzczuk
7. Wennerstam, A. Trofimow, Fajzullin (u), Kowal (w/u)
8. Kostigovs, W. Trofimow, Bolszakow, Woentin
9. Woentin, Kurmis, Łachbaum, Rozaliuk
10. Czugunow, Mihailovs, Wennerstam, W. Trofimow (d/st)

### II półfinał — Abensberg
5 sierpnia rozegrano drugi półfinał w niemieckim Abensbergu. W rywalizacji wzięły udział zespoły Niemiec, Norwegii, Danii oraz Czech. Z dużą przewagą triumfowali młodzieżowcy z Danii, a gospodarze – Niemcy powalczyli z Czechami o drugie miejsce premiujące awansem do finału.
| Msc |                                                                                           | Drużyna / Zawodnik                                          | Biegi      | Punkty |
| --- | ----------------------------------------------------------------------------------------- | ----------------------------------------------------------- | ---------- | ------ |
| 1   |                                                                                           | Dania                                                       | Dania      | 50     |
| 1   | 9. Tim Soerensen 10. Kasper Andersen 11. Jonas Jensen 12. Mads Hansen 19. Andreas Lyager  | (w/u,3,2,2,–) (2,–,3,2,3) (3,3,–,2,2) (3,2,3,–,3) (3,3,3,3) | 7 10 11 12 |        |
| 2   |                                                                                           | Niemcy                                                      | Niemcy     | 32     |
| 2   | 1. Lukas Fienhage 2. Dominik Moeser 3. Richard Geyer 4. Daniel Spiller 17. Michael Härtel | (1,2,2,1,2) (3,1,1,1,–) (0,–,–,–,–) (1,2,1,3,w) (2,3,2,2,2) | 8 6 0 7 11 |        |
| 3   |                                                                                           | Czechy                                                      | Czechy     | 28     |
| 3   | 13. Eduard Krčmář 14. Patrik Mikel 15. Josef Novak 16. Filip Hajek 20. Zdeněk Holub       | (2,3,2,3,3) (0,0,0,–,–) (2,–,–,1,1) (–,1,2,1,1) (3,u,w,3,0) | 13 0 4 5 6 |        |
| 4   |                                                                                           | Norwegia                                                    | Norwegia   | 10     |
| 4   | 5. Glenn Moi 6. Truls Kamhaug 7. Espen Sundvor 8. Lars Figved 18. Lasse Frederiksen       | (2,1,0,0,1) (–,0,1,0,0) (0,0,–,0,–) (1,–,0,–,0) (1,1,1,0,1) | 4 1 0 1 4  |        |

Bieg po biegu:
1. Hansen, Moi, Spiller, Mikel
2. Jensen, Krčmář, Fredriksen, Geyer
3. Moeser, Novak, Figved, Soerensen (w/su)
4. Holub, Andersen, Fienhage, Sundvor
5. Soerensen, Spiller, Hajek, Kamhaug
6. Lyager, Härtel, Moi, Holub (u)
7. Krčmář, Hansen, Moeser, Sundvor
8. Jensen, Fienhage, Frederiksen, Mikel
9. Andersen, Krčmář, Spiller, Figved
10. Härtel, Soerensen, Frederiksen, Mikel
11. Lyager, Hajek, Moeser, Moi
12. Hansen, Fienhage, Kamhaug, Holub (w)
13. Lyager, Härtel, Hajek, Frederiksen
14. Spiller, Jensen, Novak, Sundvor
15. Holub, Andersen, Moeser, Kamhaug
16. Krčmář, Soerensen, Fienhage, Moi
17. Lyager, Härtel, Holub, Frederiksen
18. Andersen, Fienhage, Novak, Kamhaug
19. Hansen, Härtel, Hajek, Figved
20. Krčmář, Jensen, Moi, Spiller

## Finał
Finał Drużynowych mistrzostw Europy juniorów zaplanowano na 19 sierpnia na stadionie MOSiRu w Krośnie. Przed rozpoczęciem zawodów, na krótko, pojawił się deszcz. Po pierwszej serii wyścigów opady powróciły, a tor stał się niebezpieczny do rywalizacji. Jury zawodów zakończyło zmagania po 5. gonitwach. Nowy termin finału wyznaczono na 16 września.
Przed powtórzonym finałem w składach reprezentacji Polski oraz Danii doszło do zmian. Decyzją trenera Rafała Dobruckiego Jakub Miśkowiak zastąpił kontuzjowanego Maksyma Drabika, a z pozycji rezerwowego do głównego składu wskoczył Rafał Karczmarz. W reprezentacji Danii wymieniono trzech zawodników względem pierwotnego zestawienia. W składzie pojawili się Tim Soerensen, Mads Hansen i Kasper Andersen.
W czasie zawodów doszło do niebezpiecznego incydentu. W gonitwie 16. Mihailovs nie opanował motocykla, uderzył w bandę, a maszyna bez kontroli wjechała na murawę stadionu i uderzyła w baner reklamowy. Za reklamą znajdowało się stanowisko podprowadzających. Spiker zawodów w porę odsunął się z drogi motocykla. Nikt nie ucierpiał w zdarzeniu.

Finał zakończył się zwycięstwem reprezentacji Polski. Najskuteczniejszym zawodnikiem został Rafał Karczmarz, zdobywca 14 punktów. Na podium znaleźli się zawodnicy z Danii oraz Łotwy.
| Msc |                                                                                               | Drużyna / Zawodnik                                          | Biegi        | Punkty |
| --- | --------------------------------------------------------------------------------------------- | ----------------------------------------------------------- | ------------ | ------ |
| 1   |                                                                                               | Polska                                                      | Polska       | 45     |
| 1   | Jakub Miśkowiak Dominik Kubera Bartosz Smektała Rafał Karczmarz Kacper Woryna                 | (–,1,–,–,–) (3,2,0,3,2) (2,1,2,3,3) (3,2,3,3,3) (3,3,w,3)   | 1 10 11 14 9 |        |
| 2   |                                                                                               | Dania                                                       | Dania        | 35     |
| 2   | 1. Tim Soerensen 2. Mads Hansen 3. Mikkel B. Andersen 4. Kasper Andersen 5. Frederik Jakobsen | (2,2,1,–,1) (1,–,1,–,0) (3,3,1,2,2) (1,2,–,1,–) (3,2,2,3,2) | 6 2 11 4 12  |        |
| 3   |                                                                                               | Łotwa                                                       | Łotwa        | 33     |
| 3   | 1. Oļegs Mihailovs 2. Davis Kurmis 3. Artiom Trofimow 4. Jevgeņijs Kostigovs                  | (2,1,3,w,1) (1,3,2,1,3) (1,0,2,2,1) (2,3,3,1,1)             | 7 10 6 10    |        |
| 4   |                                                                                               | Niemcy                                                      | Niemcy       | 6      |
| 4   | 1. Lukas Fienhage 2. Daniel Spiller 3. Dominik Moeser 4. Richard Geyer 5. Michael Härtel      | (0,1,1,2,0) (0,–,0,0,0) (0,0,–,0,0) (–,t,0,0,–) (0,0,0,2)   | 4 0 2        |        |

Bieg po biegu:
1. (69,34) Karczmarz, Mihailovs, K.Andersen, Spiller
2. (69,35) M.B.Andersen, Smektała, Kurmis, Fienhage
3. (69,25) Woryna, Kostigovs, Hansen, Moeser
4. (68,84) Kubera, Soerensen, Trofimow, Härtel
5. (70,32) Kurmis, K.Andersen, Miśkowiak, Geyer (t)
6. (69,03) M.B.Andersen, Kubera, Mihailovs, Moeser
7. (68,34) Jakobsen, Karczmarz, Fienhage, Trofimow
8. (69,35) Kostigovs, Soerensen, Smektała, Härtel
9. (68,71) Kostigovs, Jakobsen, Fienhage, Kubera
10. (69,59) Woryna, Trofimow, M.B.Andersen, Spiller
11. (70,31) Mihailovs, Smektała, Hansen, Geyer
12. (69,25) Karczmarz, Kurmis, Soerensen, Härtel
13. (68,87) Karczmarz, M.B.Andersen, Kostigovs, Geyer
14. (69,78) Smektała, Trofimow, K.Andersen, Moeser
15. (69,28) Kubera, Jakobsen, Kurmis, Spiller
16. (70,16) Jakobsen, Fienhage, Mihailovs (w), Woryna (w)
17. (70,47) Woryna, Härtel, Trofimow, Hansen
18. (69,32) Smektała, Jakobsen, Mihailovs, Spiller
19. (71,44) Kurmis, Kubera, Soerensen, Moeser
20. (69,90) Karczmarz, M.B.Andersen, Kostigovs, Fienhage